# مقتل غريغوري فلمين
كان جريجوري فيلمين (24 أغسطس 1980 - 16 أكتوبر 1984) صبيًا فرنسيًا من ليبانج سور فولون، فوج، اختطف من منزله وقُتل في سن الرابعة. عُثر على جثته على بعد أربعة كيلومتر (2.5 ميل) في نهر فولونيا بالقرب من دوسيل. أصبحت القضية معروفة باسم قضية جريجوري (بالفرنسية: l'Affaire Grégory) وحظيت على مدى عقود من الزمن باهتمام عام وتغطية إعلامية في فرنسا. تظل جريمة القتل إلى حدود اليوم دون حل. 

## الأحداث السابقة
من سبتمبر 1981 إلى أكتوبر 1984، تلقى والدا جريجوري، جان ماري وكريستين فيلمين، وجده وجدته من جهة الأب، ألبرت ومونيك فيلمين، العديد من الرسائل المجهولة والمكالمات الهاتفية من رجل يهدد بالانتقام من جان ماري بسبب جريمة غير معروفة. أشارت الاتصالات إلى أنه يمتلك معرفة تفصيلية عن عائلة فيلمين. 

## القتل
بعد الساعة الخامسة مساءً بقليل في يوم 16 أكتوبر 1984، أبلغت كريستين فيلمين الشرطة عن اختفاء جريجوري بعد أن لاحظت أنه لم يعد يلعب في الفناء الأمامي للمنزل. في الساعة 5:30 مساءً، أبلغ عم جريجوري ميشيل فيلمين العائلة أنه قد أخبره للتو متصل مجهول أن الصبي قد اختطف وأُلقي في نهر فولونيا. في الساعة 9:00 مساءً، عُثر على جثة جريجوري في فولونيا وكانت يداه وقدماه مقيدتين بحبل وقبعة صوفية مسحوبة على وجهه. 

## التحقيق

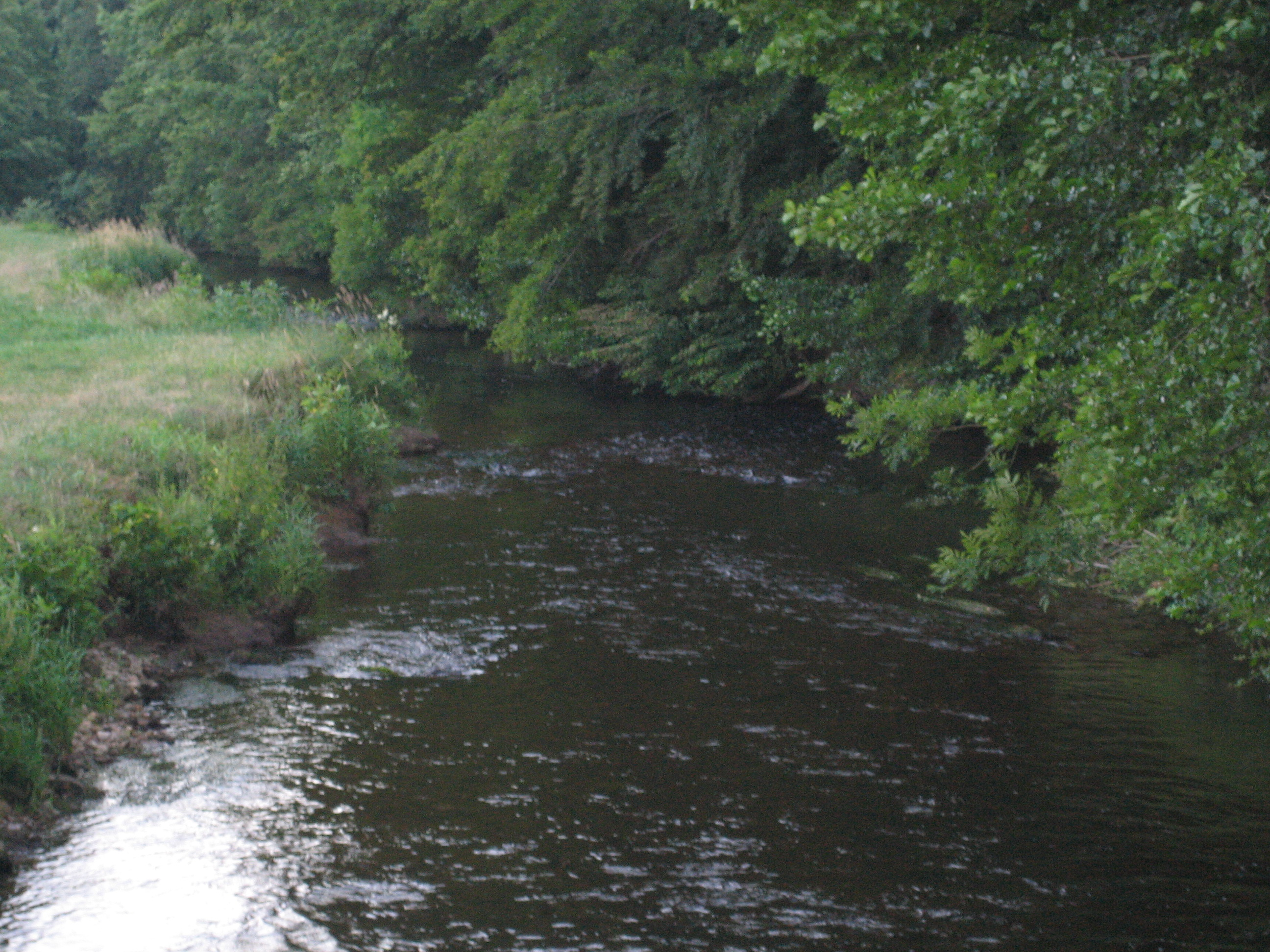
منطقة فولون، حيث اكتشف جثة جريجوري فيلمين

في 17 أكتوبر، تلقى آل فيلمين رسالة أخرى مجهولة المصدر جاء فيها: "لقد انتقمت". منذ ذلك الحين، أُشير إلى المؤلف المجهول في وسائل الإعلام باسم Le Corbeau ("الغراب")، وهي لغة عامية فرنسية تعني كاتب رسائل مجهول، وهو مصطلح أصبح شائعًا من خلال فيلم الغراب لعام 1943.  
اتهم برنارد لاروش، ابن عم جان ماري فيلمين، في جريمة القتل من قبل خبراء الخط ومن خلال بيان من شقيقة زوجة لاروش مورييل بولي. أُلقي القبض عليه في 5 نوفمبر 1984.  تراجعت بولي لاحقًا عن شهادتها، قائلة إنها أُجبرت على الإدلاء بها من قبل الشرطة.  أُطلق سراح لاروش، الذي نفى أي دور له في الجريمة أو كونه "الغراب"، من الحجز في 4 فبراير 1985.  وتعهد جان ماري أمام الصحفيين بأنه سيقتل لاروش. 
في 25 مارس 1985، حدد خبراء الخط والدة جريجوري كريستين باعتبارها المؤلف المحتمل للرسائل مجهولة المصدر.  في 29 مارس، أطلق جان ماري النار على لاروش وأرداه قتيلاً أثناء توجهه إلى العمل.  أُدين بتهمة القتل وحكم عليه بالسجن لمدة خمس سنوات.  وبعد احتساب الوقت الذي قضاه في انتظار المحاكمة وتعليق جزئي للحكم، أُطلق سراحه في ديسمبر 1987 بعد أن قضى عامين ونصفًا. 
في يوليو 1985، اتُهمت كريستين بقتل جريجوري.  وكانت حاملاً في ذلك الوقت، فبدأت إضراباً عن الطعام دام أحد عشر يوماً.  أُطلق سراح كريستين بعد أن استشهدت محكمة الاستئناف بأدلة واهية وغياب دافع متماسك. وقيل إنها انهارت وأجهضت، وفقدت أحد التوأمين اللذين كانت تحملهما بعد وقت قصير من استجوابها من قبل السلطات. وقد تمت تبرئتها من التهم في 2 فبراير 1993. 
أعيد فتح القضية في عام 2000 للسماح بإجراء اختبار الحمض النووي على طابع استخدم لإرسال إحدى الرسائل المجهولة، لكن الاختبارات لم تكن حاسمة.  في ديسمبر 2008، بناءً على طلب تقدم به آل فيلمين، أمر القاضي بإعادة فتح القضية للسماح بإجراء اختبار الحمض النووي للرسائل، والحبل الموجود على جسد جريجوري، وغيرها من الأدلة.  وقد ثبت أن هذا الاختبار غير حاسم أيضًا.  كما أن اختبارات الحمض النووي الإضافية التي أجريت في أبريل 2013 على ملابس جريجوري وأحذيته لم تكن حاسمة أيضًا. 

## الأحداث اللاحقة
في 14 يونيو 2017، بناءً على أدلة جديدة، أُلقي القبض على ثلاثة أشخاص: عمة جريجوري الكبرى وعمه الأكبر، بالإضافة إلى عمة - أرملة ميشيل، التي توفيت في عام 2010.  أُطلق سراح العمة، في حين استشهدت العمة الكبرى والعم الأكبر بحقهما في الصمت.  كما اعتقلت السلطات مورييل بولي واحتجزتها لمدة ستة وثلاثين يومًا قبل إطلاق سراحها، كما حدث مع الآخرين الذين تم اعتقالهم. 
في 11 يوليو 2017، انتحر القاضي المسؤول عن التحقيق الأول، جان ميشيل لامبرت.  في رسالة وداع إلى إحدى الصحف المحلية، ذكر لامبرت أن الضغط المتزايد الذي شعر به نتيجة لإعادة فتح القضية هو السبب وراء إنهاء حياته. 
في عام 2018، ألفت بولي كتابًا عن تورطها في القضية، بعنوان كسر الصمت.  وفي الكتاب، أكدت براءتها وبراءة لاروش، وألقت باللوم على الشرطة لإجبارها على توريطه.  في يونيو 2017، أخبر ابن عم بولي، باتريك فيفر، الشرطة أن عائلة بولي اعتدت عليها جسديًا في عام 1984 من أجل إجبارها على التراجع عن شهادتها الأولية ضد لاروش.  اتهمت بولي فايفر بالكذب بشأن السبب الذي دفعها إلى التراجع عن بيانها الأولي.  في يونيو 2019، تم توجيه اتهامات لها بالتشهير المشدد بعد أن تقدمت فيفر بشكوى إلى الشرطة.  في يناير 2020، قررت محكمة الاستئناف في باريس أن احتجاز بولي في عام 1984 من قبل الشرطة كان غير دستوريا؛ وأمرت المحكمة بإزالة التصريحات التي أدلت بها بولي أثناء احتجازهت من الملف التحقيقي.  ومع ذلك، فإن التصريحات التي أدلت بها بولي أثناء عدم احتجازها لا تزال موجودة في الملف، بما في ذلك الادعاءات الأولية ضد لاروش والتي تراجعت عنها فيما بعد. 
توفيت مونيك فيلمين، جدة جريجوري لأبيه، بسبب مضاعفات كوفيد-19 في 19 أبريل 2020 عن عمر يناهز 88 عامًا.  خلال التحقيق الذي أجري عام 2017، تم تسمية مونيك من قبل المحققين كمؤلفة لرسالة تهديد عام 1990 أرسلت إلى القاضي موريس سيمون، الذي خلف جان ميشيل لامبرت كقاضي تحقيق في القضية في عام 1987. 

## في الثقافة الشعبية
كانت جريمة القتل والتحقيق فيها موضوعًا للعديد من المسلسلات الوثائقية بما في ذلك لعنة فولونيا (فرنسا 3 2018) ومن قتل الصغير جريجوري؟ (نيتفليكس 2019). 
قام المسلسل الفرنسي المصغر المكون من 6 حلقات عام 2021 " قضية فرنسية" بإضفاء طابع درامي على القضية، ملقيًا الضوء على المحققين القضائيين المهتمين بمهنتهم ووسائل الإعلام التي لا تقدم أي حقائق وتحاول إلقاء اللوم على الآخرين. تم تصوير الكاتبة مارغريت دوراس (التي لعبت دورها دومينيك بلان التي تدخن السجائر بشراهة) في ضوء مدان بشكل خاص، حيث تسللت إلى التحقيق من خلال اتهام الأم بارتكاب الجريمة، بناءً على عدم وجود أي دليل سوى نظرياتها النفسية الملفقة، مما ساعد في إثارة حملة مطاردة قضائية. 